# Música de Pernambuco
A música de Pernambuco é, de modo amplo, toda manifestação cultural, voltada para a música, com produção em Pernambuco ou por pernambucanos. Possui gêneros musicais diferentes entre si.

## História

### Mistura de estilos
Principal estilo musical do estado, o frevo é um ritmo musical muito popular no Brasil. Teve sua origem no Estado de Pernambuco, no final do Século XIX, como expressão popular.
Na época, o Brasil passava por momentos históricos importantes como a Abolição da Escravatura e a Proclamação da República do Brasil.
E logo após a abolição dos escravos, estes passaram a trabalhar como operários e a estarem mais presentes na vida social.
Entre os eventos culturais da época, existia o carnaval que, naquele tempo, era celebrado por pessoas da alta sociedade e de forma luxuosa (como na Europa). Assim, as pessoas consideradas classes mais "baixas"(incluindo os antigos escravos e seus descendentes) começaram a festejar o carnaval nas ruas, com músicas populares e movimentos semelhantes aos da capoeira.
Inicialmente, isso não foi visto com bons olhos e, durante um tempo, a polícia era chamada para tentar conter os foliões. De acordo com a história, o guarda-chuva (tradicional elemento do frevo) era utilizado como ‘arma’ para se defenderem de eventuais agressões, já que a capoeira na época era proibida.
Os passos do frevo surgiram da rivalidade entre as bandas militares e nas lutas de capoeira.
Em Pernambuco, o Dia do Frevo é comemorado no dia 9 de fevereiro.
Como o seu surgimento está ligado a fatos importantes da história da região Nordeste, em 2012 a UNESCO lhe concedeu o título de Patrimônio Imaterial da Humanidade, com o atributo "Frevo: Arte do Espetáculo do Carnaval do Recife".
O frevo nasceu no final do século XIX nas ruas de Recife e, em razão da sua forma rápida de dançar, fez-se uma analogia à expressão “fervendo”. Por isso, o frevo é uma dança frenética, de ritmo muito acelerado.
A sua dança é uma mistura de maxixe e da capoeira. O frevo também possui características próprias:
- Presença de música e dança;
- Música tocada por instrumentos de sopro;
- Ritmo acelerado;
- Movimentos acrobáticos;
- Inserção de elementos de outras danças folclóricas;
- Inserção de elementos da capoeira;
- Figurinos coloridos e a utilização de pequenas sombrinhas.

Além disso, na década de 30 nasceram diferentes tipos de frevo:
- Frevo de rua: não é cantado, mas executado ao ritmo dos instrumentos musicais. É o frevo da dança.
- Frevo-canção: esse é o frevo orquestrado, o qual apresenta um ritmo mais lento.
- Frevo de bloco: é cantado, assemelhando-se a uma marchinha de carnaval.

E este ritmo é tão forte que, em Recife, foi criado o Paço do Frevo, um espaço cultural dedicado a este ritmo frenético pernambucano.

## Eventos e estilos musicais regionais

### Festival de Inverno de Garanhus
O Festival de Inverno de Garanhuns é realizado anualmente na cidade de Garanhuns, localizada no Agreste Pernambucano. Espetáculos, apresentações e outras manifestações culturais acontecem em diversos polos (Parque Euclides Dourado, Parque Ruber Van Der Lin Den, Praça Mestre Dominguinhos, Praça Souto Filho (Praça da Palavra), Colunata (Palco da Cultura Popular), e outros). Trata-se de um evento cultural que mistura diversas linguagens e estilos musicais – Rock, MPB, Blues, Jazz, Forró, Música instrumental, Sertanejo, Brega, erudita e outros estilos musicais. Destaque também para teatro, literatura, cinema, circo, gastronomia e fotografia.

### Abril Pro Rock
O festival Abril Pro Rock acontece anualmente, desde 1993, em Recife, Pernambuco, no mês de abril. O evento se tornou referência nacional por mostrar bandas e artistas com renome na cena independente do país inteiro e do exterior, revelar novos nomes e apoiar as bandas locais.
O nascimento do Abril Pro Rock coincidiu com a explosão do Movimento Manguebeat, que revelou bandas como Penélope, Chico Science & Nação Zumbi, Mundo Livre S/A, Eddie, Devotos, Faces do Subúrbio entre outras.

### Brega funk
O brega funk é um gênero musical, oriundo do brega, em uma junção do eletrobrega com o funk carioca, que surgiu em 2011 em Recife, Pernambuco.

### Manguebeat: Maracatu Atômico
Manguebeat (também grafado como manguebit ou mangue beat) é um movimento de contracultura brasileiro. Surgiu a partir de 1991, na cidade de Recife, e se destaca pela combinação original de diversos gêneros musicais, unindo ritmos regionais, como o maracatu, a rock, hip hop, funk e música eletrônica.

### Brega
Brega é um estilo e um gênero musical brasileiro que abrange vários ritmos musicais, dificultando a definição de uma estética musical. Era um termo usado pejorativamente para designar a música romântica popular de baixa qualidade e com exageros dramáticos (desilusões amorosas) ou ingenuidade; tendo o samba-canção, bolero e jovem-guarda vinculados a este.